# Oro blu (romanzo)
Oro Blu (Blue Gold) è un romanzo di Clive Cussler e Paul Kemprecos pubblicato nel 2000; racconta le indagini della National Underwater & Marine Agency, comandata da James Sandecker con gli investigatori Kurt Austin e Joe Zavala.

## Trama
Siamo nel 1991. Un jet decolla da San Paolo in Brasile con a bordo la professoressa Francesca Cabral e la sua guardia del corpo Phillipo Rodriques; dopo qualche ora di viaggio scoprono che i piloti vogliono dirottare l'aereo e nella colluttazione muore il pilota e la guardia del corpo mentre l'altro resta ferito gravemente ma abbastanza in forze per fare un atterraggio di emergenza.
Dopo 10 anni nel 2001 a San Diego in California, durante una gara di barche, nel percorso appaiono delle balene morte; la NUMA (National Underwater and Marine Agency) decide di mandare Kurt Austin e Joe Zavala per fare delle indagini. Dopo una autopsia alla balena più grossa si scopre che la morte è dovuta ad un aumento di calore e viene trovato attaccato alla balena un trasmettitore con inciso sopra un numero di telefono di un centro studi che seguiva il branco. Dopo averli contattati riescono a scoprire il tragitto di tutte le balene.
Da qui inizia un enigma riguardante un'invenzione di Francesca Cabral, un sistema per desalinizzare l'acqua di mare, e una ditta di nome Godstad che cerca di appropriarsi di tutte le zone dove poter ricavare acqua.

## Edizioni
- Clive Cussler e Paul Kemprecos, Oro Blu, traduzione di Lidia Perria, collana La Gaja scienza, Longanesi, 2003,  p. 338, ISBN 88-502-0700-X.

- Clive Cussler e Paul Kemprecos, Oro Blu, traduzione di Lidia Perria, collana La Gaja scienza, Longanesi, 29 agosto 2003,  p. 376, ISBN 9788830420489.

- Clive Cussler e Paul Kemprecos, Oro Blu, traduzione di Lidia Perria, Teadue, TEA, 2005,  p. 374, ISBN 9788850207008.

- Clive Cussler e Paul Kemprecos, Oro Blu, traduzione di Lidia Perria, Best TEA, TEA, 2009, ISBN 9788850219766.

- Clive Cussler e Paul Kemprecos, Oro Blu, traduzione di Lidia Perria, Best TEA, TEA, 4 febbraio 2016,  p. 376, ISBN 9788850241972.